# François Delecour
François Delecour, dit « Freine tard », né le 30 août 1962 à Hazebrouck (Nord), est un pilote de rallye français. Il est vice-champion du monde des rallyes en 1993.

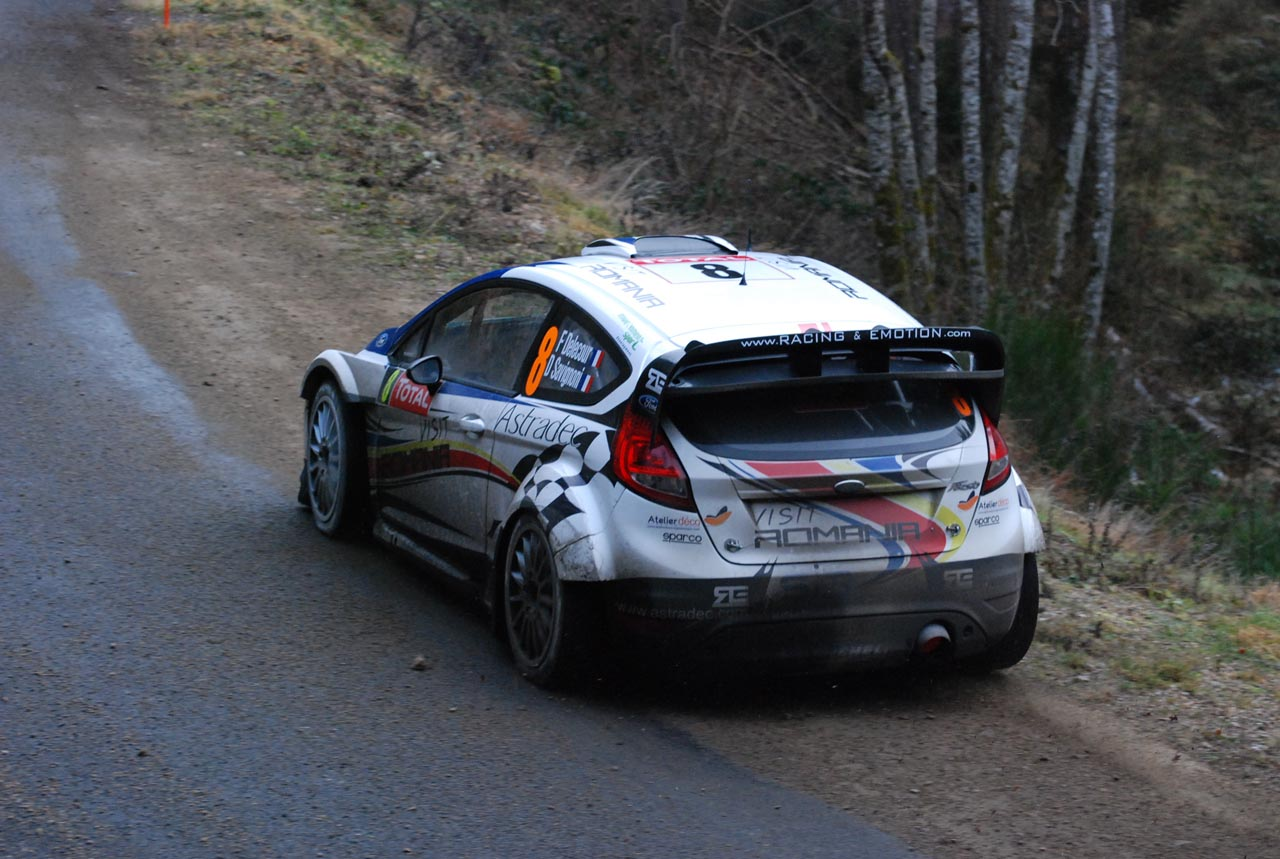
Rallye de Monte-Carlo 2012.

## Biographie
Il commence la compétition en 1981 au rallye de Picardie sur une modeste Autobianchi A112 Abarth. À cette époque il habite Cassel (Nord). Il se tourne ensuite vers les formules de promotions Peugeot et devient rapidement pilote officiel de la marque en championnat de France des rallyes.
Après de brillantes courses avec la marque au lion, il est repéré par l'écurie Ford qui lui offre un volant en championnat du monde des rallyes sur une Ford Sierra Cosworth 4x4 et passe tout près de l'exploit au Monte-Carlo 1991..
Il gagne quatre rallyes WRC en 1993 et 1994. Ses trois premières victoires lui permettent de terminer vice-champion du monde en 1993 sur une Ford Escort RS Cosworth, juste derrière le Finlandais Juha Kankkunen.
Personnage entier au franc-parler connu, il est sans volant au début de 1996, mais retrouve une place rapidement chez Peugeot qui ambitionne de revenir au championnat du monde. Ce sera les années 306 Maxi et 206 WRC avec son rival Gilles Panizzi.

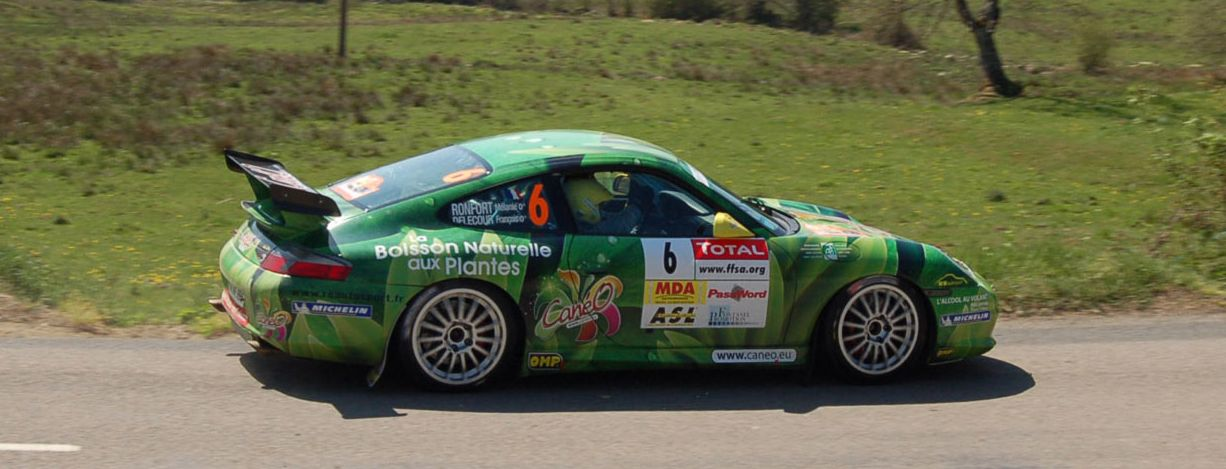
Delecour au Lyon-Charbonnière 2007.

En 2008, il participe au rallye VHC, les Legend Boucles de Spa, sur Porsche 911 et au rallye-raid du Transoriental (qui remplaçait alors le Paris-Dakar).
En janvier 2011, il termine cinquième au classement général du rallye Monte-Carlo, sur Peugeot 207 S2000.
En janvier 2012, alors âgé de 49 ans, il termine encore sixième du Monte-Carlo, désormais réintégré au WRC, au volant d'une Ford Fiesta RS avec pour copilote Dominique Savignoni. Il remporte cette même année le championnat de Roumanie des Rallyes, à sa première participation. Il récidive l'année suivante sur Peugeot 207 S2000.
Il finit quatrième du championnat d'Europe nouvelle formule en 2013, notamment grâce à ses bons résultats en Roumanie (2e) et en Lettonie (3e).
En 2015, il remporte la première manche de la première FIA RGT-Cup internationale sur Porsche 997 GT3 Cup dite « RGT », devant son compatriote Romain Dumas lors du rallye Monte-Carlo.

## Palmarès

### Victoires en championnat du monde des rallyes[2],[3]
| # | Saison | Rallye                  | Pays     | Copilote         | Voiture                 |
| - | ------ | ----------------------- | -------- | ---------------- | ----------------------- |
| 1 | 1993   | 27e Rallye du Portugal  | Portugal | Daniel Grataloup | Ford Escort RS Cosworth |
| 2 | 1993   | 37e Tour de Corse       | France   | Daniel Grataloup | Ford Escort RS Cosworth |
| 3 | 1993   | 29e Rallye de Catalogne | Espagne  | Daniel Grataloup | Ford Escort RS Cosworth |
| 4 | 1994   | 62e Rallye Monte-Carlo  | Monaco   | Daniel Grataloup | Ford Escort RS Cosworth |

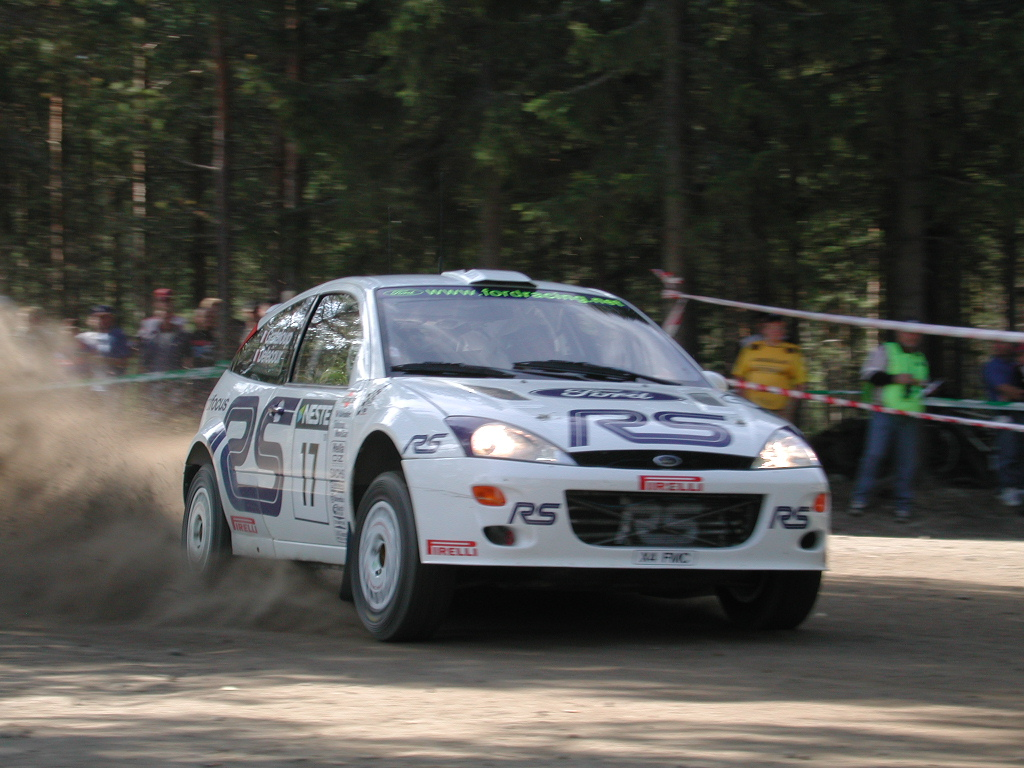
Delecour sur une Ford Focus WRC au Rallye de Finlande 2001.

Il est second à huit reprises : tours de Corse 1992, 1995, 1998 et 2000 ; rallyes Monte-Carlo 1993, 1995 et 1996 ; rallye de Nouvelle-Zélande 1993.

### Classements en championnat du monde des rallyes

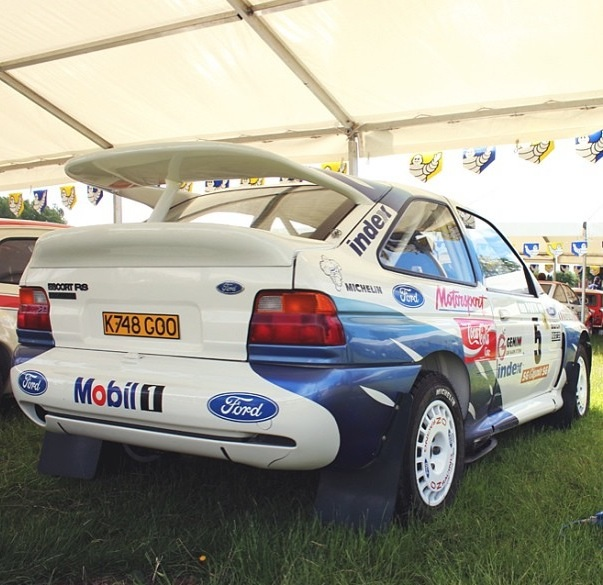
L'Escort RS Cosworth de Delecour en 1993 (2e du championnat).

| Saison | Clt | Points | Copilote                              | Équipe                           | Constructeur | Voiture                             | Gr/Cl  |
| ------ | --- | ------ | ------------------------------------- | -------------------------------- | ------------ | ----------------------------------- | ------ |
| 1984   | NC  | -      | Anne-Chantal Pauwels                  | -                                | Talbot       | Samba Rallye                        | N1     |
| 1986   | NC  | -      | Anne-Chantal Pauwels                  | -                                | Peugeot      | Peugeot 205 GTI                     | N2     |
| 1987   | NC  | -      | Anne-Chantal Pauwels                  | -                                | Peugeot      | Peugeot 205 GTI                     | N2     |
| 1989   | NC  | -      | 'Tilber'                              | Peugeot France                   | Peugeot      | 309 GTI                             | A7     |
| 1990   | 54e | 2      | 'Tilber'                              | Peugeot France                   | Peugeot      | 309 GTI                             | A7     |
| 1991   | 7e  | 40     | Anne-Chantal Pauwels Daniel Grataloup | Q8 Team Ford                     | Ford         | Sierra RS Cosworth 4x4              | A8     |
| 1992   | 6e  | 45     | Daniel Grataloup                      | Ford Motor Co                    | Ford         | Sierra RS Cosworth 4x4              | A8     |
| 1993   | 2e  | 112    | Daniel Grataloup                      | Ford Motor Co                    | Ford         | Escort RS Cosworth                  | A8     |
| 1994   | 8e  | 30     | Daniel Grataloup                      | Ford Motor Co                    | Ford         | Escort RS Cosworth                  | A8     |
| 1995   | 4e  | 46     | Catherine François                    | R.A.S. Ford                      | Ford         | Escort RS Cosworth                  | A8     |
| 1996   | NC  | -      | Daniel Grataloup                      | Ford Motor Co                    | Ford         | Escort RS Cosworth                  | A8     |
| 1996   | NC  | -      | Hervé Sauvage Daniel Grataloup        | Peugeot Sport                    | Peugeot      | 306 Maxi                            | A7     |
| 1997   | 17e | 3      | Daniel Grataloup                      | Peugeot Sport                    | Peugeot      | 306 Maxi                            | A7     |
| 1998   | 10e | 6      | Daniel Grataloup                      | Peugeot Sport                    | Peugeot      | 306 Maxi                            | A7     |
| 1999   | 16e | 3      | Dominique Savignoni                   | -                                | Ford         | Ford Escort RS WRC                  | A8     |
| 1999   | 16e | 3      | Daniel Grataloup                      | Peugeot Esso Sport               | Peugeot      | 206 WRC                             | A8     |
| 2000   | 6e  | 24     | Daniel Grataloup                      | Peugeot Esso Sport               | Peugeot      | 206 WRC                             | A8     |
| 2001   | 9e  | 15     | Daniel Grataloup                      | Ford Motor Co                    | Ford         | Focus RS WRC                        | A8     |
| 2002   | NC  | -      | Daniel Grataloup Dominique Savignoni  | Marlboro Mitsubishi Ralliart     | Mitsubishi   | Lancer WRC                          | A8     |
| 2012   | 17e | 8      | Dominique Savignoni                   | M-Sport Ford WRT                 | Ford         | Fiesta RS WRC                       | A8     |
| 2014   | NC  | 0      | Dominique Savignoni                   | M-Sport Ford WRT Tuthill Porsche | Ford Porsche | Fiesta RS WRC Porsche 911 '997' RGT | A8 RGT |
| 2015   | NC  | 0      | Dominique Savignoni                   | Tuthill Porsche                  | Porsche      | Porsche 911 '997' RGT               | RGT    |

### Race of Champions
- 1995 : Champion des champions

### 3 victoires enchampionnat d'Europe des rallyes
- 1996 : 31e Rallye d'Antibes - Rallye d'Azur
- 1996 : 39e Critérium des Cévennes
- 1997 : 43e Rallye international du Var

Seconde place
- 1992 : 2e du Rallye Grasse-Alpin
- 1996 : 2e du Rallye El Corte Inglés
- 1996 et 1997 : 2e du Rallye Mont-Blanc - Morzine
- 2005 : 2e du Rallye international du Valais
- 2013 : 2e du Rallye Sibiu de Roumanie

### 4 victoires enchampionnat de France des rallyes
- 1993 : Tour de Corse
- 1996 : Rallye d'Antibes - Rallye d'Azur
- 1996 : Critérium des Cévennes
- 1997 : Rallye du Var

#### Classements en championnat de France des rallyes
- 4e du Championnat de France des rallyes 1989 sur Peugeot
- 3e du Championnat de France des rallyes 1990 sur Peugeot
- 3e du Championnat de France des rallyes 1996 sur Peugeot (vainqueur à Antibes et aux Cévennes)
- 3e du Championnat de France des rallyes 1997 sur Peugeot (vainqueur au Var)

### 10 victoires enchampionnat de Roumanie des rallyes(en)
Au 31 décembre 2013 :
- 2012 : rallye Moldovei
- 2012 : rallye Sibiului
- 2012 : rallye Aradului
- 2012 : rallye Ţara Bârsei
- 2012 : rallye Iaşului
- 2013 : rallye Tess
- 2013 : rallye de Transylvanie
- 2013 : rallye Sibiu de Roumanie
- 2013 : rallye Aradului
- 2013 : rallye Moldovei

#### Classement en championnat de Roumanie des rallyes
- Champion 2012, 2013 et 2014 sur Peugeot 207 S2000 (vainqueur de cinq épreuves sur huit en 2012 et en 2013).

### Racecar Series
Participation à la saison 2009

## Distinction
- Espoir Échappement en 1986.

## Vie privée
François Delecour est marié avec Priscille de Belloy, ancienne championne de France de rallye . Ils sont les parents de trois garçons, dont Elliott Delecour, espoir du rallye français.